# Mesorregión del Sur de Roraima
La mesorregión del Sur de Roraima es una de las 2 mesorregiones del estado brasilero de Roraima. Es formada por la unión de 7 municipios agrupados en 2 microrregiones.

## Microrregiones
- Caracaraí
- Sudeste de Roraima

- Datos: Q1962953